# Олександр Мойзес
Олександр Мойзес (словац. Alexander Moyzes; нар. 4 вересня 1906 — пом. 20 листопада 1984) — словацький композитор, диригент і учитель.

## Життєпис
Олександр Мойзес народився в родині композитора і педагога Мікулаша Мойзеса (словац. Mikuláš Moyzes; 1872—1944). Закінчив Братиславську консерваторію. У 1925—1929 роках навчався в Празької консерваторії у Рудольфа Карела, Отакара Шина (композиція), Отакара Острчила (диригування). У 1928—1930 навчався у Вітезслава Новака. З 1929 року викладав в Вищій школі виконавських мистецтв у Братиславі, з 1949 року — професор, в 1965—1971 роках — ректор. В 1937—1948 роках працював головним музичним редактором Братиславського Радіо. У 1969—1970 роках — голова Союзу словацьких композиторів. Виступав у пресі як музичний критик. Займався обробкою словацьких народних пісень. Писав музику для театру і кіно.

## Твори
- Симфонія № 1 (1927)
- Симфонія № 2 (1932, 2-га редакція — 1941)
- Симфонія № 3 (1937)
- Симфонія № 4 (1941, 2-га редакція — 1947)
- Симфонія № 5 «Пам'яті дорогого батька» (1948)
- Симфонія № 6 «Піонери» (1950)
- Симфонія № 7 (1957)
- Симфонія № 8 (1968—69)
- Симфонія № 9 (1971)
- Симфонія № 10 (1977—78)
- Симфонія № 11
- Симфонія № 12
- Симфонічна увертюра № 1 (1929)
- Симфонічна увертюра № 2 (1934)
- Драматична увертюра «Нікола Шугай» (1934)
- Сюїта «Вниз по річці Вага» (1935-45)
- «Три музичних ескіза про Братиславу»
- Симфонічна поема «Друзі Яношека»
- Симфонічна поема «Танці з Тройської долини»
- «Лютнева увертюра»
- Концертино для фортепіано з оркестром (1939)
- Квінтет для мідних духових інструментів
- Струнний квартет
- Квартет для дерев'яних духових інструментів
- П'єса для фортепіано
- Сценічна кантата «Святоплук» (1935)
- Сценічна кантата «Червона зоря — нове село» (1949)
- Кантата «Демонтаж» (1959, друга редакція — «Баладна кантата»)
- Цикл пісень з оркестром «Дорога» (1932-42)